# Institut Gustave-Roussy

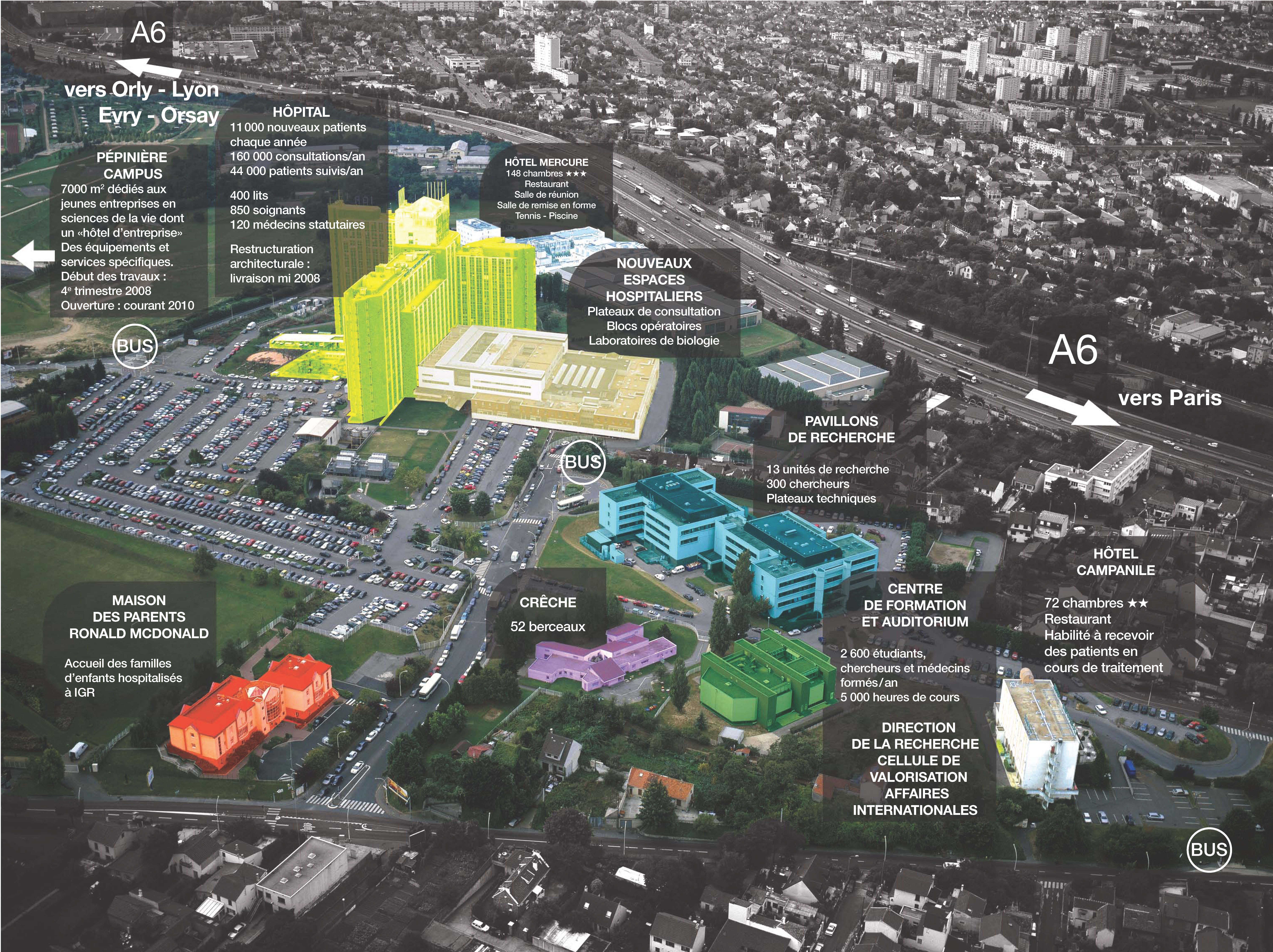
Institut Gustave-Roussy.

Institut Gustave-Roussy är ett institut för cancerforskning, beläget i Villejuif i Val-de-Marne i Frankrike. Institutet är uppkallat efter den franske neuropatologen Gustave Roussy (1874–1948).
I april 2019 invigdes tre nya interventionsradiologiska rum. Gustave-Roussy är det första vård-, forsknings- och undervisningscentret inom onkologi i Europa..